# Pedro Lyra
Pedro Wladimir do Vale Lira, mais conhecido como Pedro Lyra (Fortaleza, 28 de janeiro de 1945 – Campos dos Goytazaces, 23 de outubro de 2017), foi um poeta brasileiro. Precursor da arte postal no Brasil, foi professor da UFRJ, UENF, UFPB, Unifor, e UFC. Possui vasta produção literária. 

## Biografia
Pedro Lyra passou a infância em Crateús, CE, seu pai era o promotor da cidade. Concluiu o ginasial em Crateús e foi a Fortaleza para estudos universitários. Em 1967, aos 22 anos, publica Sombras, seu primeiro livro. 
Graduou-se em Direito e Literatura pela Universidade Federal do Ceará. Foi professor da Faculdade de Letras da UFPb de 1970 a 1972; da Unifor, de 1973 a 1975; da UFC, de 1975 a 1981, quando se transferiu para a  Universidade Federal do Rio de Janeiro, onde ficou até aposentar-se, em 1997. 
Foi integrante da Geração 65. Professor Visitante em universidades de Portugal (1986, 1990), Alemanha (1987) e França (1989-90, 1993), pronunciou conferências nas de Lisboa e do Porto, de Bonn e de Colônia, de Viterbo e de Roma, e de Paris-III/ Sorbonne Nouvelle. 
Durante 10 anos, foi colaborador do Jornal do Brasil. Por cerca de 20 anos, a partir de 1984, coordenador da coleção Nossos Clássicos da Editora Agir. Foi sócio titular do PEN Clube do Brasil, seção do Rio. Ex-editor e membro da Comissão Editorial da revista Tempo Brasileiro. Colaborador do Jornal de Letras, Artes e Ideias e da revista Colóquio/Letras de Lisboa; e de Latitudes – Cahiers Lusophones, revista luso-francesa editada em Paris. 
Mestre em Poética (1978), Doutor em Letras (1981), pela UFRJ, e pós-doutor em Tradução Poética pela Sorbonne, onde atuou por dois anos (2004-2005) como pesquisador convidado. Compulsoriamente aposentado da Universidade Estadual do Norte Fluminense aos 70 anos, em 2015, continuou em plena atividade produtiva como Professor Visitante/Titular de Poética nessa universidade até sua morte. Sua obra reúne mais de 30 volumes, de poesia, crítica e ensaio.
É pai do astrônomo brasileiro Wladimir Lyra.

## Obra

### Poesia
- Sombras – Poesia da dúvida / 1967; 2.ed.: 2017
- Doramor – Uma trajetória da paixão / 1969
- Decisão – Poemas dialéticos / 1983; 2.ed.: 1985
- Desafio – Uma poética do amor / 1991; 2.ed.: 2001; 3.ed.: 2002
- Contágio – Poesia do desejo / 1993
- Errância – Uma alegoria trans-histórica / 1996
- Jogo – Um delírio erótico-metafísico-econômico / 1999
- Confronto – Um diálogo com Deus / 2005
- Argumento – Poemythos globais / 2006
- Ideações – 30 Sonetos conceptuais / 2012
- Poderio – Um poema jurídico em 75 Autos / 2013
- Protesto – Estados de Ser / 2014
- Situações – Mini-Anti-Parábolas da Civilização e da Ética / 2015

### Vanguarda
Poema-Postal:
- 1a série: Fortaleza-Rio / 1970
- 2a série: João Pessoa / 1972
- 3a série: Rio / 1980
- 4a série: Lisboa, 1986
- 5a série: Paris / 1989
- 6a série: Campos-RJ / 2013

### Antologia
- Visão do Ser – Antologia poética com Fortuna crítica / 1998
- Vision de l’Être – Anthologie poétique, bilingue / 2000
- 50 Poemas escolhidos pelo Autor / 2005

### Ensaísmo
- Poesia cearense e realidade atual / 1975; 2.ed.: 1982
- Utiludismo – A socialidade da arte / 1976; 2.ed.: 1981
- Literatura e ideologia / 1979; 2.ed.: 1993
- O real no poético – Textos de jornalismo literário / 1980
- O dilema ideológico de Camões e Pessoa / 1985
- Conceito de poesia / 1986; 2.ed.: 1992
- O real no poético-II – Textos de jornalismo literário / 1986
- Sincretismo – A poesia da Geração-60 / 1995
- Poema e Letra-de-música – Um confronto entre duas formas de exploração poética da palavra / 2010
- Anos 60 – Roteiro da poesia brasileira, v.11 / 2011

### Obras Inéditas
- Soluções – Um poema economicista em 76 Saques
- Revolta – Poemitos da hora roxa
- Plenidade – Poema-construção
- O Poderismo – A obsessão de privilégio na ausência da ideologia
- O lucro da sangria – Violência e corrupção na rua e na política
- Literalogia – Textos de metalinguagem
- Dialética da poesia – Da transitividade do Ser à trans guração da consciência
- O transe da poesia – Da grandiosidade do clássico à banalidade do pós-moderno
- A tevê e o fim da era do amor – A vulgarização do sexo no cotidiano e no mercado cultural